# Juan Pablo Duarte
Juan Pablo Duarte y Diez (26. siječnja 1813. – 15. srpnja 1876.) jedan je od utemeljitelja Dominikanske Republike. Bio je vizionar i liberalni mislilac koji se zajedno s Franciscom del Rosario Sánchezom i Matiasom Ramón Mellom smatra utemeljiteljm Dominikanske Republike.
Duarte je rođen u Santo Domingu tijekom razdoblja obično poznatog kao España Boba.
Otac mu je bio Juan Jose Duarte, iz mjesta Vejer de la Frontera u Španjolskoj, a majka Manuela Diez Jiménez od El Seybo. 
Godine 1821., kada je Duarte imao osam godina, kreolska elita u Santo Domingu proglasila je svoju neovisnost od španjolske vladavine, i preimenovana je bivšu španjolsku koloniju u Haiti Español. Ipak to je bila samo kratkotrajna neovisnost.
Dana 16. srpnja 1838., Duarte i njegovi istomišljenici osnovali su tajno domoljubno društvo pod nazivom La Trinitaria, koja se borila protiv haićanske okupacije. Neki od prvih članova bili su Juan Isidro Perez, Pedro Alejandro Pina, Jacinto de la Concha, Felix María José María Ruiz, Serra, Benito Gonzalez, Felipe Alfau i Juan Nepomuceno Ravelo.  Duarte je bio prisiljen otići u izgnanstvo u kolovozu 1843. kao rezultat njegovih disidentskih aktivnosti.
Ostali članovi La Trinitarie su nastavili borbu. Jedan od njih bio je Francisco del Rosario Sanchez, koji je korespondirao s Duarte tijekom progonstva u Venezueli, a Ramon Matias Mella, koji je zajedno s Duarte i Sanchezom postao poznat kao utemeljitelj Dominikanske Republike.
Godine 1845., Santana je prognao cijelu obitelj Duarte. Duarte od tada živi u Venezueli, bio je poznat kao, pjesnik, filozof, pisac, glumac, vojnik, general, sanjar i junak umro je u Caracasu u dobi od 63 godine. Njegovi ostaci su prebačeni na dominikansko tlo 1884. što je bilo ironično jer je tada predsjednik i diktator bio Ulises Heureaux, čovjek haićanskog podrijetla. Pokopan je u lijepom mauzoleju, njegovo rođenje se obilježava svakog 26. siječnja. Najviši vrh Kariba Pico Duarte nosi njegovo ime kao i ulica u New Yorku.